# Västerhejde distrikt
Västerhejde distrikt är ett distrikt i Gotlands kommun och Gotlands län. 
Distriktet ligger på västra delen av Gotland.

## Tidigare administrativ tillhörighet
Distriktet inrättades 2016 och utgörs av socknen Västerhejde.
Området motsvarar den omfattning Västerhejde församling hade vid årsskiftet 1999/2000.

## Bilder

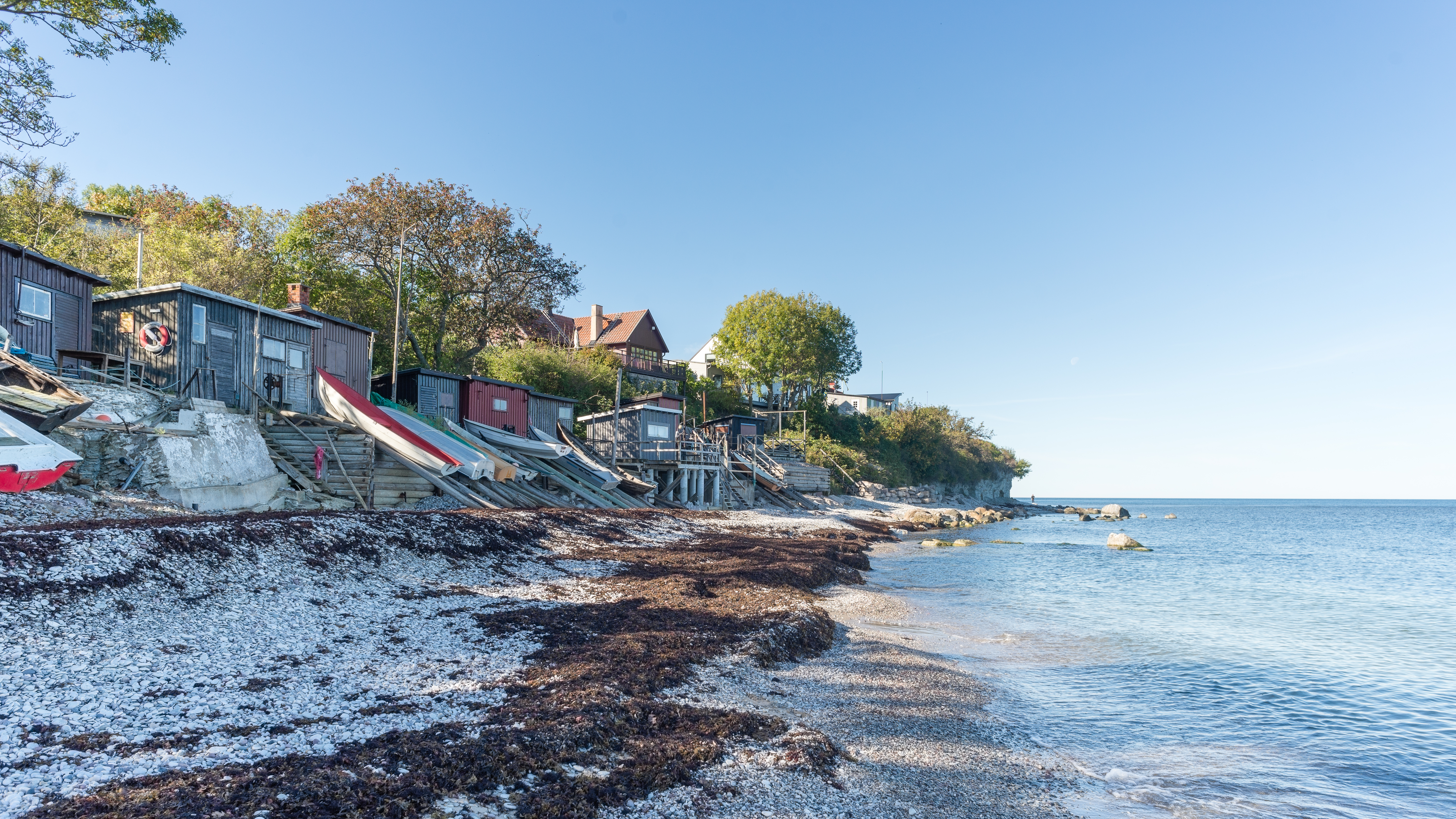
Stranden vid Högklint.
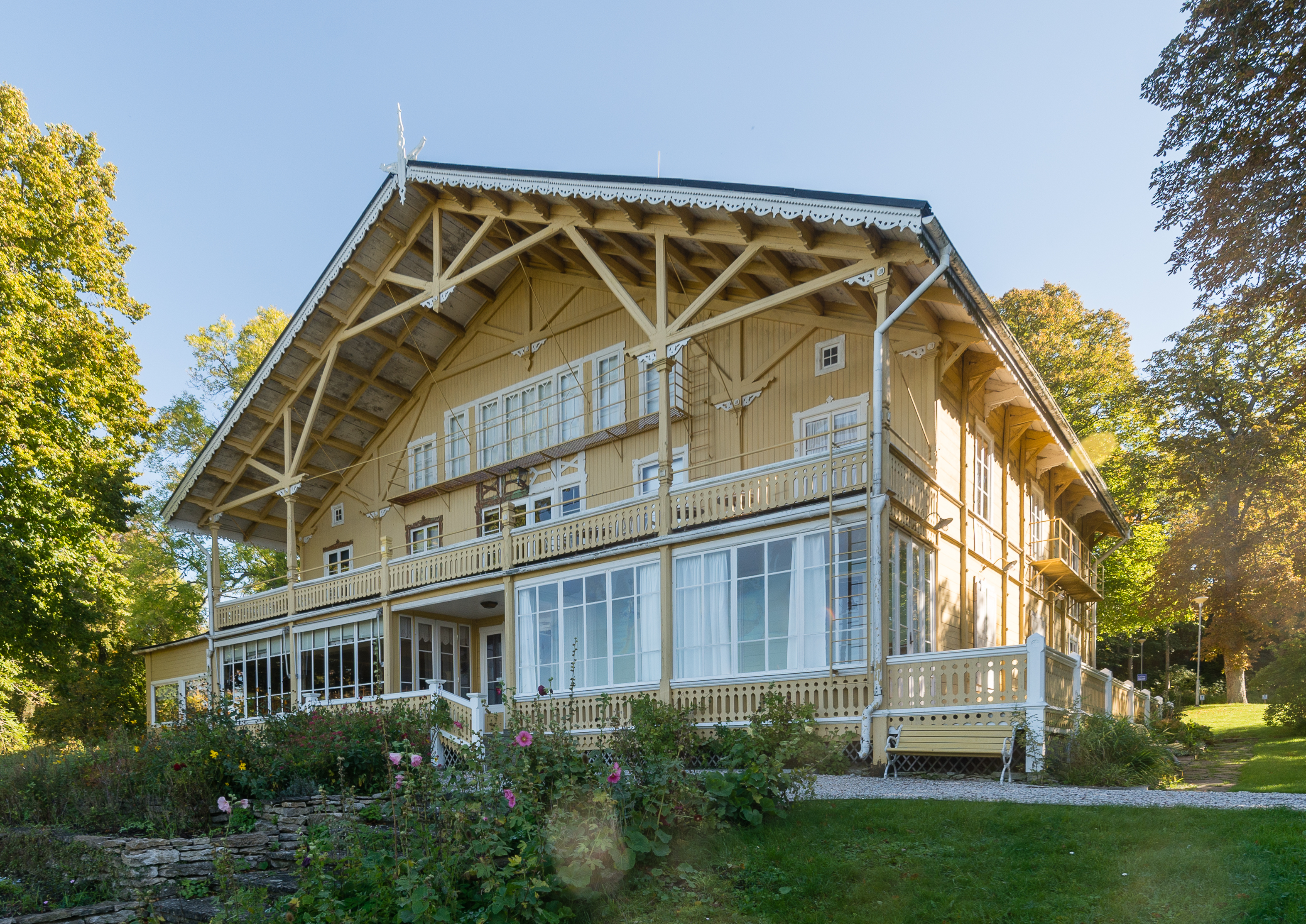
Villa Fridhem
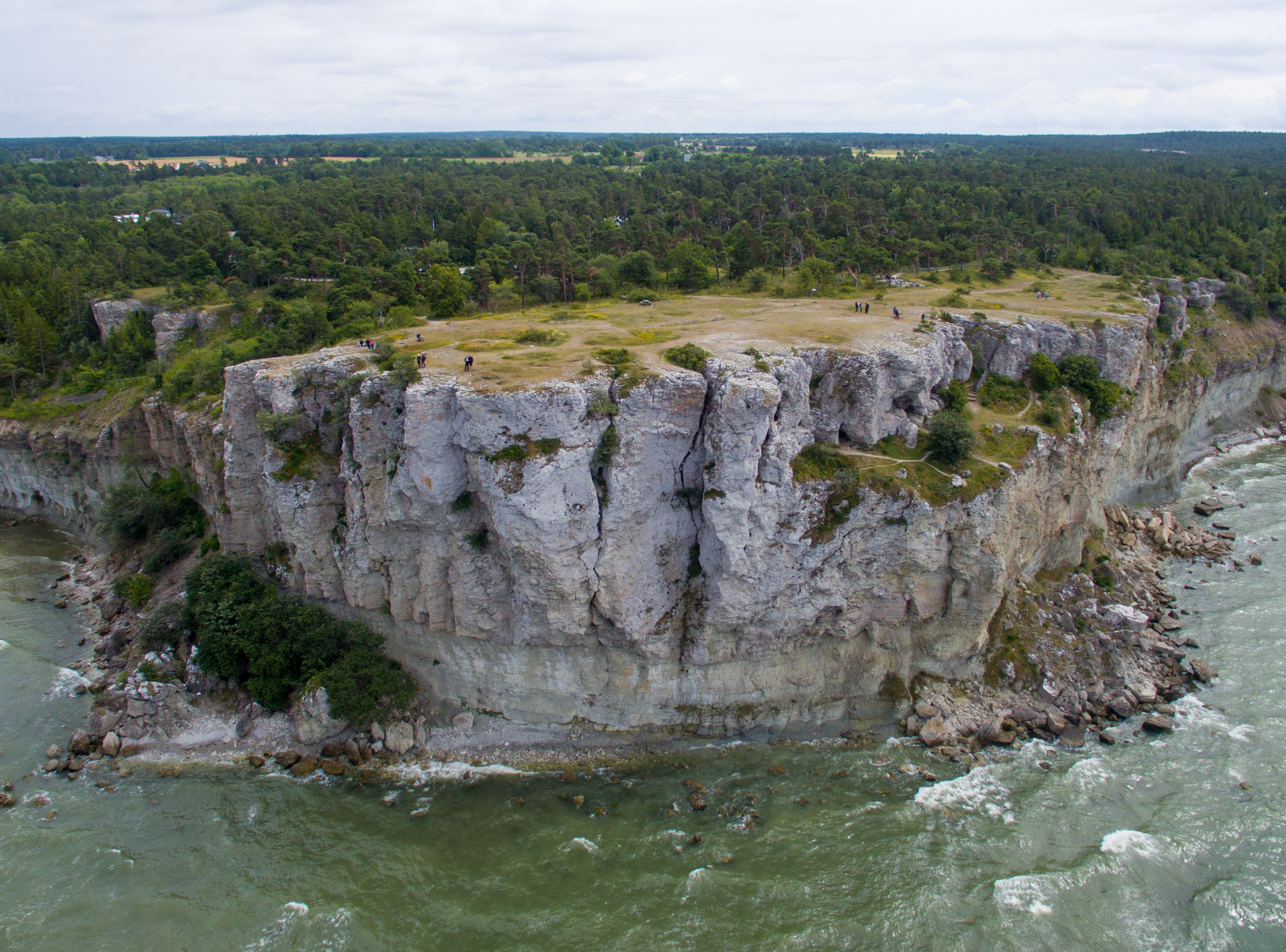
Högklint.
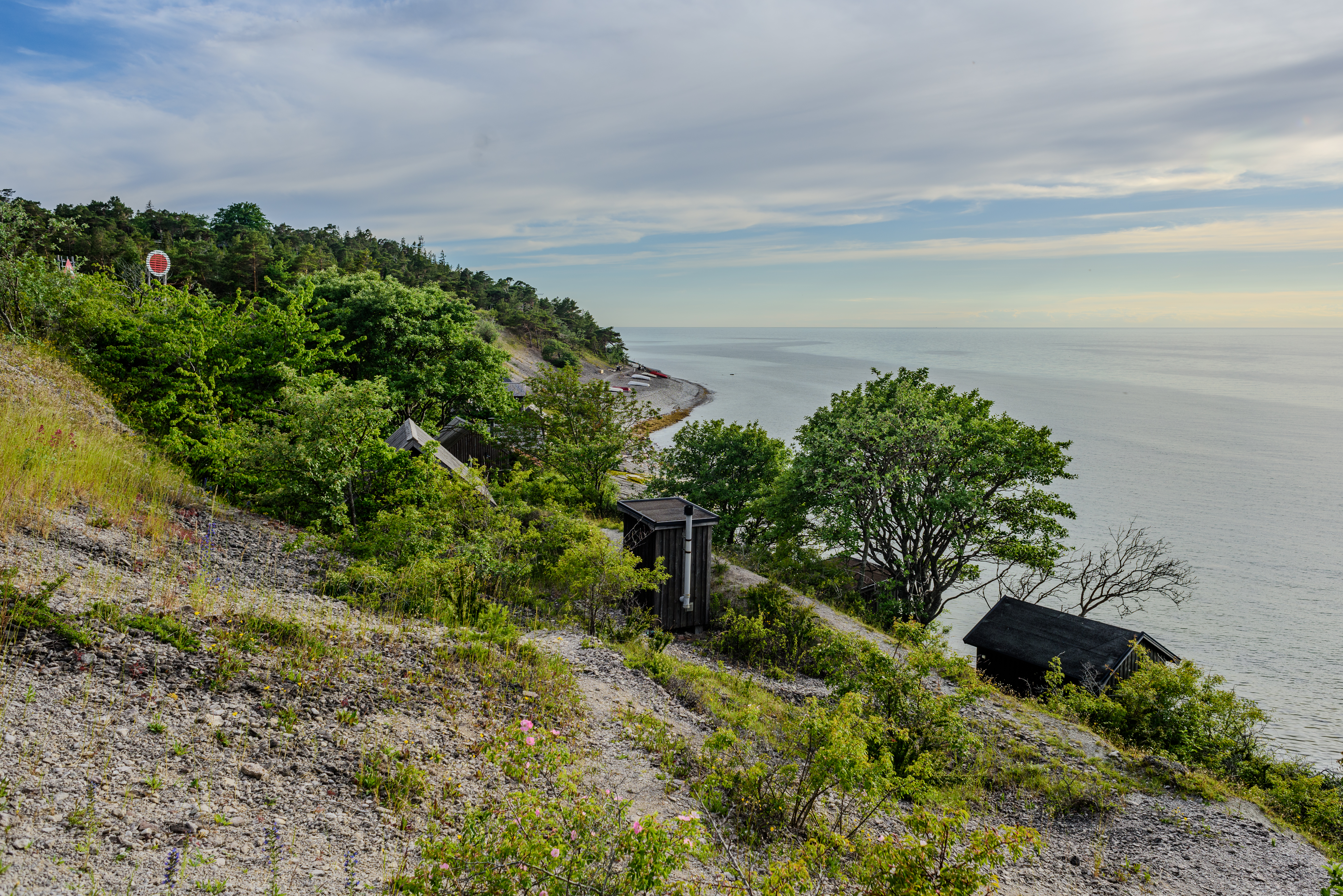
Ygne fiskeläger.